# مردان امیدوار
مردان امیدوار (چکی: Muži v naději) یک فیلم کمدی رمانتیک به کارگردانی یرژی ویدیلک است که در سال ۲۰۱۱ منتشر شد.

## داستان فیلم
آندری (ییرژی ماخاچک) یک مرد ترسو و نازپرورده است که با آلیس (پترا هربیچکووا) می‌خواهد ازدواج کند. پدرخوانده خوشگذرانش رودولف (بولک پولیوکا) که در همسایگی زندگی می‌کند ۳۵ سال است با زنش مارتا (سیمونا استاشووا) زندگی شادی دارد. از آنجایی که ازدواج آندری خیلی کسل‌کننده شده رودولف به او پیشنهاد می‌دهد رویهٔ او را پیش بگیرد و ازدواجش را نجات بدهد. آندری قبول نمی‌کند ولی بعد نظرش عوضش می‌شود و پیش شارلوتا (ویتسا کرکش) می‌رود و ...